# Marina Kaljurand

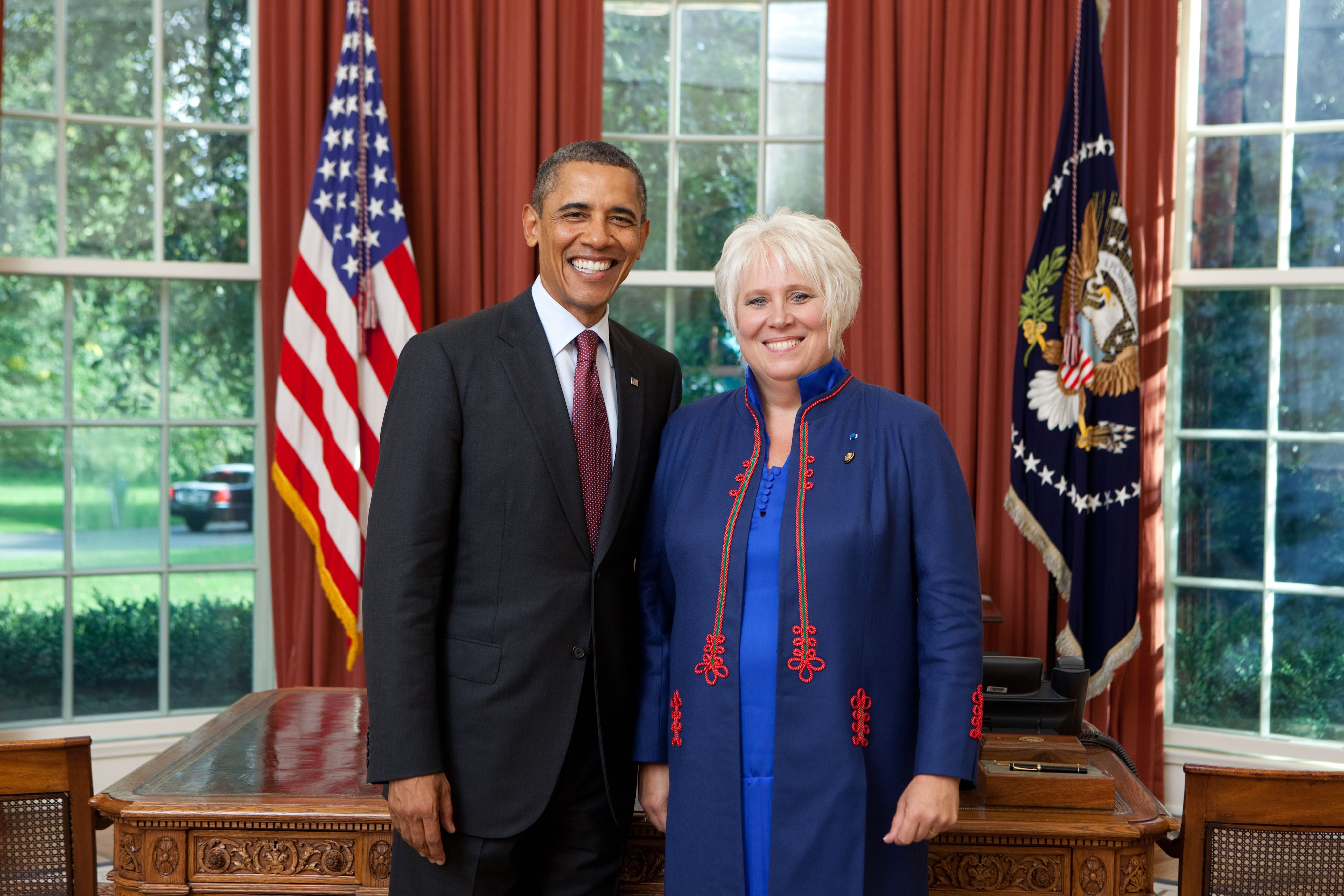
Marina Kaljurand i Barack Obama w Gabinecie Owalnym, 9 września 2011

Marina Kaljurand z domu Rajevskaja (ur. 6 września 1962 w Tallinnie) – estońska polityk, dyplomata i badmintonistka, w latach 2015–2016 minister spraw zagranicznych Estonii, posłanka do Parlamentu Europejskiego IX i X kadencji.

## Życiorys

### Lata młodości i edukacja
Urodziła się w 1962 w Tallinnie w rodzinie Rosjanki i Łotysza. W 1986 ukończyła cum laude licencjackie studia prawnicze na Uniwersytecie w Tartu, w 1992 ukończyła estońską szkołę dyplomacji (Eesti Diplomaatide Kool) na kierunku stosunki międzynarodowe, a w 1995 została magistrem prawa międzynarodowego i dyplomacji, kończąc Fletcher School of Law and Diplomacy.

### Kariera sportowa
W 1975 zaczęła trenować badminton. Była wielokrotną medalistką mistrzostw Estonii w tej dyscyplinie. W 1978 zdobyła brązowy medal w grze pojedynczej, w 1979 wywalczyła złoto w deblu, srebro w singlu i brąz w mikście, w 1980 zdobyła srebrny medal w grze podwójnej i brązowy w grze podwójnej oraz mieszanej, w 1981 została mistrzynią kraju w deblu i wicemistrzynią w mikście, w 1982 wywalczyła złoto w grze podwójnej i srebro w grze pojedynczej oraz mieszanej, w 1983 zdobyła złoty medal w deblu, srebrny w singlu i brązowy w mikście, w 1985 została wicemistrzynią kraju w grze mieszanej, w 1986 wywalczyła złoto w deblu i srebro w mikście, w 1988 zdobyła złoty medal w grze mieszanej, w 1990 wywalczyła srebro w mikście i brąz w deblu, a w 1991 zdobyła złoty medal w grze pojedynczej i brązowy w grze mieszanej. Ponadto w latach 1978–1991 była członkinią narodowej reprezentacji Estonii.

### Działalność zawodowa i polityczna
W latach 1996–1999 pełniła funkcję doradcy w ambasadzie Estonii w Helsinkach. W latach 1999–2001 była dyrektorem generalnym departamentu prawnego estońskiego Ministerstwa Spraw Zagranicznych. W latach 2002–2005 pracowała jako podsekretarz stanu w MSZ ds. prawnych i konsularnych. W latach 2004–2006 była ambasadorem nierezydującym w Izraelu, w latach 2005–2008 pełniła funkcję ambasadora Estonii w Rosji, a od 2007 do 2011 zajmowała stanowisko ambasadora nierezydującego w Kazachstanie. W latach 2008–2011 była podsekretarzem stanu w MSZ ds. zagranicznych relacji ekonomicznych i pomocy rozwojowej. W 2011 została ambasadorem Estonii w Stanach Zjednoczonych, akredytowanym także na terytorium Kanady (do 2013) i Meksyku. Stanowisko to zajmowała do września 2014.
15 lipca 2015 została mianowana ministrem spraw zagranicznych Estonii, a następnego dnia została zaprzysiężona. We wrześniu 2016 ogłosiła zamiar kandydowania na urząd prezydenta Estonii. Gdy Estońska Partia Reform premiera Taaviego Rõivasa odmówiła udzielenia jej poparcia, podała się do dymisji ze stanowiska ministra, kończąc urzędowanie 12 września 2016.
W tym samym miesiącu kandydowała na prezydenta w głosowaniu przeprowadzanym w kolegium wyborców, które zwołano, gdy estoński parlament w sierpniu w trzech głosowaniach nie był w stanie dokonać wyboru. W głosowaniu otrzymała 75 głosów, zajmując czwarte miejsce za Siimem Kallasem, Allarem Jõksem i Mailis Reps.
W 2018 dołączyła do Partii Socjaldemokratycznej. W 2019 uzyskała mandat posłanki do Zgromadzenia Państwowego XIV kadencji. Następnie w tym samym roku została wybrana na eurodeputowaną IX kadencji.
W 2023 ponownie uzyskała mandat poselski do estońskiego parlamentu (jednak zrezygnowała z jego objęcia). W 2024 z powodzeniem ubiegała się o reelekcję w wyborach europejskich.

## Odznaczenia
- Order Gwiazdy Białej III klasy (2004)[20]
- Order Herbu Państwowego III klasy (2008)[21]

## Życie osobiste
Jej mężem jest Kalle Kaljurand, z którym ma córkę Kaisę i syna Kristjana. Deklaruje biegłą znajomość języków estońskiego, angielskiego i rosyjskiego oraz średnio zaawansowaną znajomość języka fińskiego.